# Maison de la littérature allemande de Prague

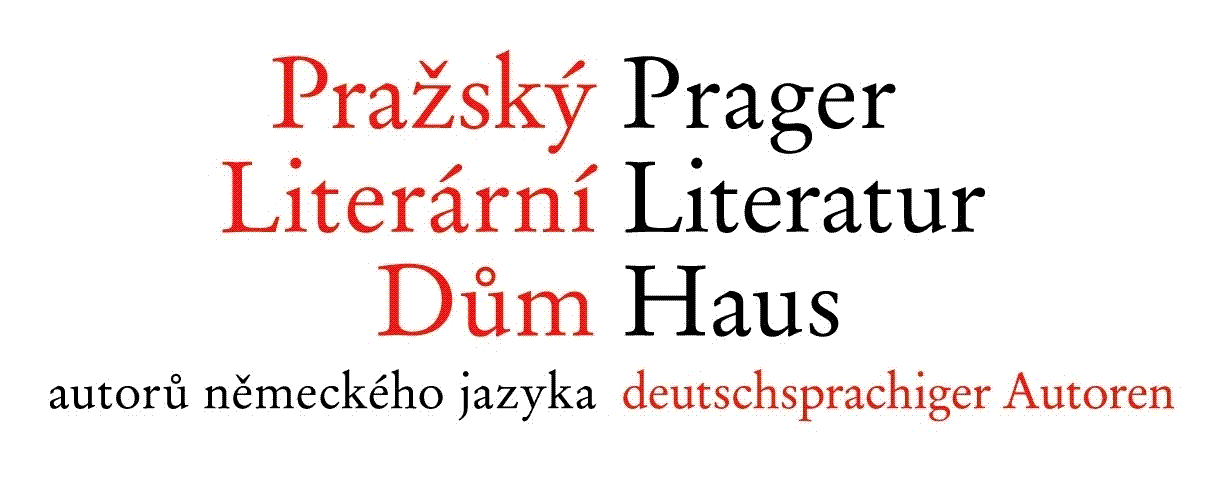

La Maison de la littérature allemande de Prague (Prager Literaturhaus deutschsprachiger Autoren en allemand ; Pražský literární dům en tchèque) a pour but de rappeler la tradition littéraire allemande à Prague et en Bohême et « de faire le lien avec la période pendant laquelle trois cultures, tchèque, juive et allemande, coexistaient dans la ville et s'influençaient mutuellement. » 
Si Franz Kafka est la figure centrale de cette période, on peut aussi citer : Rainer Maria Rilke, Egon Erwin Kisch, Josef Mühlberger (de), Leo Perutz, Paul Leppin ou Max Brod.
Cette Maison littéraire pragoise des écrivains de langue allemande a été fondée par Lenka Reinerová (1916-2008), qui fut la dernière écrivaine tchèque de langue allemande. Pendant le Printemps de Prague, des intellectuels avaient proposé de faire un musée sur ces auteurs qui écrivaient en langue allemande, mais il a fallu attendre la Révolution de Velours et Václav Havel pour que Lenka Reinerová se saisisse de cette idée et la mène à son terme.
La Maison de la littérature organise lectures d'auteurs et autres évènements culturels, pour exemple aussi un festival "Littérature dans le parc".
La Maison de la littérature allemande attribue des bourses aux écrivains de la Tchéquie, de l'Allemagne, de l'Autriche, de la Suisse ou des autres pays étrangers.

## Bourses d'écriture
Depuis 2007 la Maison de la littérature a attribué les bourses à ces écrivains :
- Radka Denemarková (11/2007, séjour d'un mois à Wiesbaden)
- Peter Härtling (01–02/2008, séjour d'un mois à Prague)
- Tereza Boučková (09/2008, séjour d'un mois à Wiesbaden)
- Petr Čichoň (10/2008, séjour d'un mois à Wiesbaden)
- Michael Schneider (11/2008, séjour d'un mois à Prague)
- Luděk Navara (08/2009, séjour d'un mois à Wiesbaden)
- Tilmann Rammstedt (08–09/2009, séjour de deux mois à Prague)
- Radek Fridrich (10/2009, séjour d'un mois à Wiesbaden)
- Andreas Martin Widmann (11/2009, séjour d'un mois à Prague)
- Lars Reyer (05–06/2010, séjour de deux mois à Prague)
- Josef Moník (06/2010, séjour d'un mois à Hambourg)
- Martin Becker (08/2010, séjour d'un mois à Prague)
- Jaromír Typlt (10/2010, séjour d'un mois à Wiesbaden)
- Stefan Beuse (10/2010, séjour d'un mois à Prague)
- Tereza Šimůnková (10–11/2010, séjour d'un mois à Brême)
- Tobias Rausch (11/2010, séjour d'un mois à Prague)
- Susanne Berkenheger (11/2010, séjour d'un mois à Prague)
- Rolf Lappert (05/2011, séjour d'une semaine à Prague)
- Sarah Rehm (05–06/2011, séjour de deux mois à Prague)
- Robert Prosser (07/2011, séjour d'un mois à Prague)
- Pavel Brycz (07/2011, séjour d'un mois en Wiesbaden)
- Alena Zemančíková (09/2014, séjour d'un mois à Hambourg)
- Mareike Krügel (10/2011,séjour d'un mois à Prague)
- Christiane Neudecker (11/2011, séjour d'un mois à Prague)
- Friederike Kenneweg (11/2011, séjour d'un mois à Prague)
- Peter Kurzeck (01/2012, séjour de deux mois à Prague)
- Ilona Stumpe Speer (05, 06/2012, séjour de deux mois à Prague)
- Eva Hauserová (05/2012, séjour d'un mois à Bremerhaven)
- Vea Kaiser (07/2012, séjour d'un mois à Prague)
- Tanja Dückers (09/2012, séjour d'un mois à Prague)
- Markéta Pilátová (09/2012, séjour d'un mois à Crems)
- Bianca Bellová (09/2012, séjour d'un mois à Hambourg)
- Radek Malý (09/2012, séjour d'un mois à Bremen)
- Oksana Zabuzhko (10/2012, séjour d'un mois à Prague)
- Igor Malijevský (10/2012, séjour d'un mois à Wiesbaden)
- Katharina Hartwell (11/2012, séjour d'un mois à Prague)
- Volker Harry Altwasser (11/2012, séjour d'un mois à Prague)
- Andreas Stichmann (12/2012, séjour d'un mois à Prague)
- Kurt Drawert (02/2013, séjour d'un mois à Prague)
- Janna Steenfatt (05, 06/2013, séjour de deux mois à Prague)
- Isabella Feimer (07/2013, séjour d'un mois à Prague)
- Věra Nosková (10/2013, séjour d'un mois à Wiesbaden)
- Christian Schulteisz (11–12/2013, séjour de deux mois à Prague)
- Ekaterina Kevanishvili (04/2014, séjour d'un mois à Prague)
- Ivan Binar (05–06/2014, séjour de six semaines à Brême)
- Jörg Bernig (05–06/2014, séjour de deux mois à Prague)
- Tereza Präauer (07/2014, séjour d'un mois à Prague)
- David Zábranský (10/2014, séjour d'un mois à Wiesbaden)
- Akos Doma (08, 09/2014, séjour de deux mois à Prague)
- Roza Domascyna (10, 11/2014, séjour de deux mois à Prague)
- Jutta Schubert (11/2014, séjour d'un mois à Prague)
- Rimantas Kmita (03/2015, séjour d'un mois à Prague)
- Peter Pragal (04/2015, séjour d'un mois à Prague)
- Jörg Jacob (05, 06/2015, séjour de deux mois à Prague)
- Jaroslav Rudiš (05, 06/2015, séjour de deux mois à Brême)
- Verena Mermer (07/2015, séjour d'un mois à Prague)
- Jaroslav Paclík, journaliste (09/2015, séjour de deux semaines à Brême)
- Rena Dumont (09, 10/2015, séjour de deux mois à Prague)
- Jakuba Katalpa (10/2015, séjour d'un mois à Wiesbaden)
- Dirk Hülstrunk (11/2015, séjour d'un mois à Prague)
- Radka Denemarková (11/2015, séjour d'un mois à Crems)
- Claudia Bollmannm, journaliste (12/2015, séjour de deux semaines à Prague)
- Christian Hussel (05, 06/2016, séjour de deux mois à Prague)
- Constantin Göttfert (07, 08/2016, séjour d'un mois à Prague)

## Adresse
Ječná 11
CZ - 120 00 Praha 2 

## Le site web de la Maison de la littérature
- site web de la Maison de la littérature en allemand
- site web de la Maison de la littérature en tchèque